# 사막겨울잠쥐
사막겨울잠쥐 (Selevinia betpakdalaensis)는 겨울잠쥐과에 속하는 설치류의 일종이다. 이전에는 사막겨울잠쥐과(Seleviniidae)로 분류했지만, 현재는 사막겨울잠쥐속(Selevinia)의 유일종으로 분류한다. 카자흐스탄에서 발견된다.